# 영국 열량 단위
영국 열량 단위(英國熱量單位, British thermal unit, Btu, BTU)는 비표준 SI의 전통 열 단위로서, 1파운드의 물을 화씨 1도(1°F) 올리는 데 필요한 열량을 말한다. 미국 단위계의 일부이다. 미터법에 상응하는 것은 칼로리이며 이는 1그램의 물을 섭씨 1도를 올리는 데 필요한 열량으로 정의된다.
열은 현재 에너지와 동등한 것으로 간주되고 있으며, 이에 해당하는 SI 단위는 줄이다. 1 BTU는 대략 1,055줄이다. 이 때문에 열량 단위는 에너지 단위로 바꿔 쓰는 경우가 많지만 미국 내에서 천연 가스의 가격은 100만 BTU의 열을 제공하는 천연 가스의 양당 달러로 계산하는 등 일부 분야에서 여전히 사용하고 있다.

## 정의
BTU는 원래 일정한 1기압에서 액체 상태의 물 상용파운드(16 oz ≈ 453.6 g)를 화씨 1도(1°F) 올리는 데 필요한 열의 양으로 정의하였다. 이후 BTU의 정의는 조금씩 달라졌다. 이는 물의 온도를 변화시키기 위해 필요한 열량이 물의 초기 온도와 연관성이 있다는 사실이 밝혀지면서 발생하였다. 아래 표와 같이 BTU의 정의는 수온에 따라 최대 0.5%까지 달라진다.
| 단위            | 에너지 (J) | 참조 |
| --------------- | ---------- | --- |
| 열화학적 정의   | ≈1,054.35  | 원래 열화학적으로 BTU는 1파운드의 물을 화씨 온도 기준으로 빙점에서 끓는점까지 온도를 올리는 데(180 °F) 필요한 열량을 화씨 온도로 180등분 한 값으로 정의하였다. 이를 바탕으로 SI 단위계에서는 열화학적 칼로리를 1 g의 물의 온도를 빙점에서 끓는점까지 섭씨 온도 기준으로 올리는 데 (100 °C) 필요한 열량을 100등분한 값으로 정의하였다. 국제표준기구에서는 이 때 열화학적 열량을 정확하게 4.184 J로 정의하였다. 열화학적 BTU는 이 SI 단위계의 열화학적 열량을 그램에서 파운드, 섭씨에서 화씨로 단위변환을 하여 계산한 값이다. |
| 59 °F (15.0 °C) | ≈1,054.80  | 미국 내에서 천연 가스 가격 계산에 사용된다. 미국 천연 가스 거래소에서는 1 BTU를 1평방인치당 14.73 파운드의 일정한 압력(psi)에서 1 상용파운드 만큼의 물을 화씨 58.5 °F에서 59.5 °F만큼 올리는 데 필요한 열량으로 정의하였다. |
| 60 °F (15.6 °C) | ≈1,054.68  | 캐나다에서 주로 사용하는 단위이다. |
| 39 °F (3.9 °C)  | ≈1,059.67  | 물의 밀도가 최대가 되는 (4 °C, 39.2 °F) 지점에서 계산한 열량이다. |
| IT              | ≈1,055.06  | 국제 증기 원탁 회의에서 직접 열 단위를 에너지 단위로 계산하고 물의 특성과 관련된 직접적인 속성들을 전부 열량 단위에서 배제시키러 했던 시도의 흔적이다. 본 회의에서는 정확하게 860 "IT" 열량을 1 국제와트시(현대의 와트시와 다름) 만큼의 일과 동일하다는 정의를 따랐다. 이 정의에 따르면 1 IT 열량은 정확하게 4.1868 J이다. |

### 접두어
kBtu라는 단위는 건물이 사용하는 에너지나 난방 시스템의 소모 에너지 등을 계산하는 데 사용한다. 에너지 사용 지수(Energy Use Index, EUI)도 특정 면적에서 평방피트 당 kBtu로 계산한다. 여기서 'k'는 1,000을 의미한다.
Mbtu라는 단위는 천연 가스 및 기타 산업에서 1,000 BTU를 의미한다. 이는 SI 단위계에서 사용하는 접두어인, 백만(1,000,000)을 나타내는 "M"과 같은 접두어를 사용하지만 그 값은 다르다. 실제로 천연 가스 산업계에서 1,000,000 BTU를 가리키는 데에는 "MMbtu"라는 단위를 주로 사용한다.
하지만 k라는 접두어를 1,000을 가리키는 데 익숙해진 에너지 분석가는 MBtu를 1,000,000 BTU를 나타내는 데 사용하며, 특히 MW, MWh와 같이 실제로 1백만을 M이라는 접두어로 사용하는 단위를 자주 사용하는 보고서에서는 MBtu도 백만 BTU를 나타내는 데 사용한다.
섬(Therm)은 100,000 BTU를 가리킨다. 데카섬(decatherm)은 10섬 혹은 백만 BTU(MMBtu)를 가리킨다. 또한 쿼드(quad)라는 단위는 1천조 BTU(1015) BTU를 가리키는 데 사용한다.

## 단위 변환
1 BTU는 대략 아래와 같다.
- 1.0551 kJ (킬로줄)
- 0.2931 W·h (와트시)
- 252.2 cal (칼로리)
- 0.2522 kcal (킬로칼로리)
- 25,031 - 25,160 ft⋅pdl (피트파운달)
- 778.2 ft·lbf (피트파운드힘)
- 5.40395 (lbf/in2)⋅ft3

BTU는 나무로 만든 주방용 성냥 하나를 태울 때 발생하는 열 혹은 one-파운드 (0.45 kg)의 무게를 778 피트 (237 m)만큼 들어올리는 데 필요한 에너지의 양으로 추산할 수 있다.

### 천연가스에서
천연가스 가격을 계산할 때 캐나다는 1,000,000 Btu ≡ 1.054615 GJ를 기준으로 책정한다.

## 같이 보기
- 잠열
- 냉동 톤

## 참고 문헌
- “The Units of Measurement Regulations 1995”. 《www.legislation.gov.uk》. HMSO. 1995년 7월 13일. 2018년 2월 23일에 확인함.
- “Natural Gas: A Primer”. 《www.nrcan.gc.ca》. Natural Resources Canada. 2015년 11월 27일. 2018년 2월 24일에 원본 문서에서 보존된 문서. 2018년 2월 23일에 확인함.
- 이 문서에는 다음커뮤니케이션(현 카카오)에서 GFDL 또는 CC-SA 라이선스로 배포한 글로벌 세계대백과사전의 "영국 열량 단위" 항목을 기초로 작성된 글이 포함되어 있습니다.